# François Grosjean
 (mai 2018).
François Grosjean, né le 11 mars 1946 à Paris, est un linguiste français, professeur honoraire et ancien directeur du laboratoire de traitement du langage et de la parole de l'université de Neuchâtel en Suisse.

## Biographie
François Grosjean a fait ses études primaires et secondaires en France, Suisse (Aiglon College) et Angleterre (au Ratcliffe College). Après des études à l'université Paris-Diderot aboutissant au doctorat d'État, il entame une carrière universitaire à l'université Paris-VIII. Il part aux États-Unis en 1974 pour occuper un poste d'enseignement et de recherche en psycholinguistique à l'université du Nord-Est et sera également chercheur associé au Speech Communication Laboratory à MIT. Nommé professeur à l'université de Neuchâtel, en 1987, il y fonde le laboratoire de traitement du langage et de la parole qu'il dirige pendant vingt ans. Il occupe des charges de cours aux universités de Zurich, Bâle et Oxford. En 1998, il est cofondateur de la revue Bilingualism: Language and Cognition (Cambridge University Press).

## Recherches
Son domaine de recherche est la psycholinguistique, et notamment la perception, la compréhension et la production de la parole chez le monolingue et le bilingue. D'autres centres d'intérêt sont la langue des signes et le bilinguisme des personnes sourdes, l'évaluation de la compréhension orale chez les patients aphasiques, la linguistique appliquée, ainsi que la modélisation du traitement du langage.
François Grosjean est surtout connu pour ses travaux sur le bilinguisme, notamment sa vue holistique du phénomène ainsi que ses recherches sur le mode langagier, le principe de complémentarité, le traitement d'alternances codiques et d'emprunts, etc. Dans une de ses publications les plus citées, traduite dans une trentaine de langues, il défend le droit des enfants sourds à grandir bilingue, en langue orale et en langue des signes.
En date du 10 mars, 2021, et selon Google Scholar, les travaux de François Grosjean ont été cités 24,016 fois et son h-index est de 58. Il a sorti son autobiographie, A Journey in Languages and Cultures: The Life of a Bicultural Bilingual (Oxford University Press) en 2019. 

## Publications
- Life with Two Languages: An Introduction to Bilingualism. Cambridge, Mass.: Harvard University Press, 1982
- avec H. Lane, Recent Perspectives on American Sign Language. Hillsdale, New Jersey: Lawrence Erlbaum, 1982
- avec Ulrich Frauenfelder, A Guide to Spoken Word Recognition Paradigms. Hove, England: Psychology Press, 1997
- Studying Bilinguals. Oxford: Oxford University Press, 2008
- Bilingual: Life and Reality. Cambridge, Mass.: Harvard University Press, 2010
- avec Jean-Yves Dommergues, La statistique en clair. Paris : Ellipses Édition, 2011
- Roger Grosjean : Itinéraires d'un archéologue. Ajaccio : Éditions Alain Piazzola, 2011  (ISBN 978-2-915410-95-2) (Préface d'Yves Coppens)
- avec Ping Li (en), The Psycholinguistics of Bilingualism. Malden, MA & Oxford: Wiley-Blackwell, 2013.
- Parler plusieurs langues – le monde des bilingues, Paris : éditions Albin Michel, 2015  (ISBN 978-2-226-31260-0)
- Bilinguismo. Miti e Realtà, Milano: Mimesis, 2015  (ISBN 9788857525471)
- A la recherche de Roger et Sallie, Hauterive, Suisse: Editions Attinger, 2016  (ISBN 9782882562111)
- avec Krista Byers-Heinlein, The Listening Bilingual: Speech Perception, Comprehension and Bilingualism, Hoboken, NJ & Oxford, 2018  (ISBN 9781118835791)
- A Journey in Languages and Cultures: The Life of a Bicultural Bilingual, Oxford: Oxford University Press, 2019  (ISBN 9780198754947)
- Life as a Bilingual: Knowing and Using Two or More Languages. Cambridge: Cambridge University Press, 2021  (ISBN 9781108975490)